# 袁家军
袁家军（1962年9月27日—），吉林通化人，中国共产党、中华人民共和国政治人物及空间技术专家，副国级领导人。曾任浙江省省长和中共浙江省委书记，现任中共中央政治局委员、中共重庆市委书记。
袁家军毕业于北京航空学院（今北京航空航天大学）飞机设计与应用力学系固体力学专业本科毕业，航空航天部空间技术研究院（五院）空间飞行器设计专业硕士研究生毕业，北京航空航天大学飞行器设计专业博士。享受国务院政府特殊津贴，国际宇航科学院院士。曾任神舟飞船工程总指挥，中国航天科技集团公司中国空间技术研究院院长，中共浙江省委副书记、省长、省委书记等职务。也是继张庆伟，马兴瑞，许达哲之后出身航天科技集团的第四位省委书记。是中共第十七届中央候补委员，第十九届、第二十届中央委员，第二十届中央政治局委员。

## 生平

### 早年经历
1980年9月，在北京航空学院飞机设计与应用力学系固体力学专业学习。1984年7月，在航天工业部五院501部攻读空间飞行器设计专业硕士研究生。
1987年7月参加工作，任中华人民共和国航天工业部五院501部结构室助理工程师、工程师、主任助理。1989年5月至1990年8月，在德国宇航院机构力学研究所进修学习。
1990年8月，任航空航天工业部五院501部结构室副主任。1992年11月，30岁的袁家军加入中国共产党。

### 航天系统
1994年8月，任中国航天工业总公司五院501部副主任。1995年5月，任中国航天工业总公司五院院长助理、神舟一号飞船系统常务副总指挥、唐家岭航天城全面建设总负责人。1996年5月，任中国航天工业总公司五院副院长、党委委员。1999年6月，任中国航天科技集团公司五院副院长、党委委员（2000年4月－2004年2月，兼任中国载人航天工程飞船系统（神舟二号至五号）总指挥）。2003年1月，任中国航天科技集团公司五院院长兼党委副书记（2002年10月－2006年10月，兼国际宇航联全会副主席；2005年7月，兼十届全国青联常委；2006年1月，获得北京航空航天大学飞行器设计专业博士学位；2006年5月，兼第七届中国科协副主席）。
2006年5月，中国科学技术协会第七届全国代表大会召开，选举产生第七届委员会，他当选为副主席。
2007年10月，袁家军在中共十七大上当选为中共中央候补委员。2007年11月，任中国航天科技集团公司副总经理、党组成员，与时任总经理的马兴瑞共事（2008年2月兼任中国航天工业质量协会会长、中国空间法学会副理事长；2008年9月兼任中国探月工程（二期）副总指挥，中俄联合探测火星工程领导小组副组长、副总指挥）。
2011年5月30日，中国科协第八次全国代表大会上，出任中国科协副主席。

### 宁夏回族自治区
2012年3月，任中共宁夏回族自治区党委常委，兼任宁东能源化工基地管委会党工委书记、主任。2013年1月，任中共宁夏回族自治区党委常委，自治区政府副主席，宁东能源化工基地党工委书记、管委会主任。2013年4月，任中共宁夏回族自治区党委常委，自治区政府常务副主席，自治区政府党组副书记，宁东能源化工基地党工委书记、管委会主任。

### 浙江省
2014年8月，任中共浙江省委常委、常务副省长、省政府党组副书记，成为时任省长李强的副手，并兼任中国科学技术协会第八届全国委员会副主席。2016年11月，任中共浙江省委副书记、政法委書記，不再担任浙江省副省长。
2017年4月28日，任中共浙江省委副书记、政法委书记、浙江省人民政府副省长、代省长，晋升正部级。2017年7月，不再兼任中共浙江省委政法委书记一职。2017年10月，袁家军在中共十九大上当选中共中央委员。2020年8月31日，中共中央决定，袁家军任中共浙江省委书记。9月29日，浙江省十三届人大四次会议补选袁家军为浙江省第十三届人民代表大会常务委员会主任。
2022年6月，中国共产党浙江省第十五届委员会第一次全体会议选举袁家军为浙江省委书记。

### 重庆市
2022年10月，60岁的袁家军在中共二十届一中全会上当选中共中央政治局委员，晋升副国级，成为党和国家领导人。
2022年12月，不再兼任中共浙江省委书记、常委、委员职务，接替调任天津市委书记的陈敏尔出任中共重庆市委书记。
2022年12月23日，辞任浙江省人民代表大会常务委员会主任职务。
2023年4月3日，袁家军在重庆会见中国国民党前主席马英九，为马英九此访首位与其会晤的党和国家领导人。

## 逸闻
2016年4月2日，澎湃新闻网发文称根据河北省政府官网消息显示，袁家军已经接任中共浙江省委副书记，一些媒体纷纷转载此文。但此后几天里，这些文章无一例外被撤下。经调查发现，该消息系由河北经济日报的相关报道失误所导致，其职位当时并未发生变动。
袁家军会说一口流利的英语，据“浙江发布”2021年3月6日消息，浙江省委书记袁家军用英语接受中国国际电视台记者专访，介绍自己执政的浙江省。

## 荣誉奖项
1998年享受国务院颁发的政府特殊津贴。2000年获“全国十大杰出青年”称号，同年获总装备部载人航天工程第一次飞行试验突出贡献奖。2001年获全国优秀科技工作者。2003年获求是杰出成就奖。2004年获中国青年科技奖。2006年7月，当选国际宇航科学院通讯院士。2008年获曾宪梓载人航天基金奖。曾获得国家科技进步特等奖一项，国防科学技术一等奖一项、二等奖两项。